# Alpers-Huttenlocher-Syndrom
Das Alpers-Huttenlocher-Syndrom (abgekürzt AHS) ist eine meistens im Kleinkindalter auftretende degenerative Krankheit.
Andere Namen dieser Krankheit sind Alpers-Syndrom, Progressive neuronale Degeneration im Kindesalter mit Lebererkrankung und Progressive sklerosierende Poliodystrophie Alpers. Benannt wurde sie nach den beiden US-amerikanischen Neurologen Bernard Jacob Alpers und Peter R. Huttenlocher.
Das Alpers-Huttenlocher-Syndrom wird definiert als eine „Zerebro-Hepatopathie mit Verlust mitochondrialer DNA und der Symptomen-Trias Psychomotorische Regression – Krämpfe – Lebererkrankung“, einfach ausgedrückt eine Art der Schwächung der Nervenbahnen im Gehirn verbunden mit einer Beeinträchtigung der körperlichen Beweglichkeit und einer starken Schwächung des Immunsystems.
Die Krankheit beginnt nach einer normalen Entwicklung in den ersten Lebenswochen fast immer im Kleinkindalter. Erste Symptome können epileptische Anfälle, Erbrechen und Trinkschwäche, Gangstörungen und eine Schwächung der Muskulatur (Myopathie) sein. Für den späteren Krankheitsverlauf sind u. a. nur schwer beherrschbare epileptische Anfälle, eine Erkrankung der Leber und ein früher Tod charakteristisch.
Die Ursache der Krankheit ist ein autosomal-rezessiv vererbter Defekt der Mitochondrien (Mutationen im mitochondrialen Polymerase-Gamma-Gen), der zu einer Energiestoffwechselstörung führt. Deshalb sind besonders stoffwechselaktive Organe wie die Leber, Skelettmuskeln und das Gehirn betroffen. Die Wahrscheinlichkeit, dass ein Kind diese Erkrankung bekommt, liegt zwischen einem Hunderttausendstel und einem Viertelmillionstel und gilt somit als selten.